# 1698
1698 (MDCXCVIII) a fost un an obișnuit al calendarului gregorian, care a început într-o zi de luni.

## Evenimente

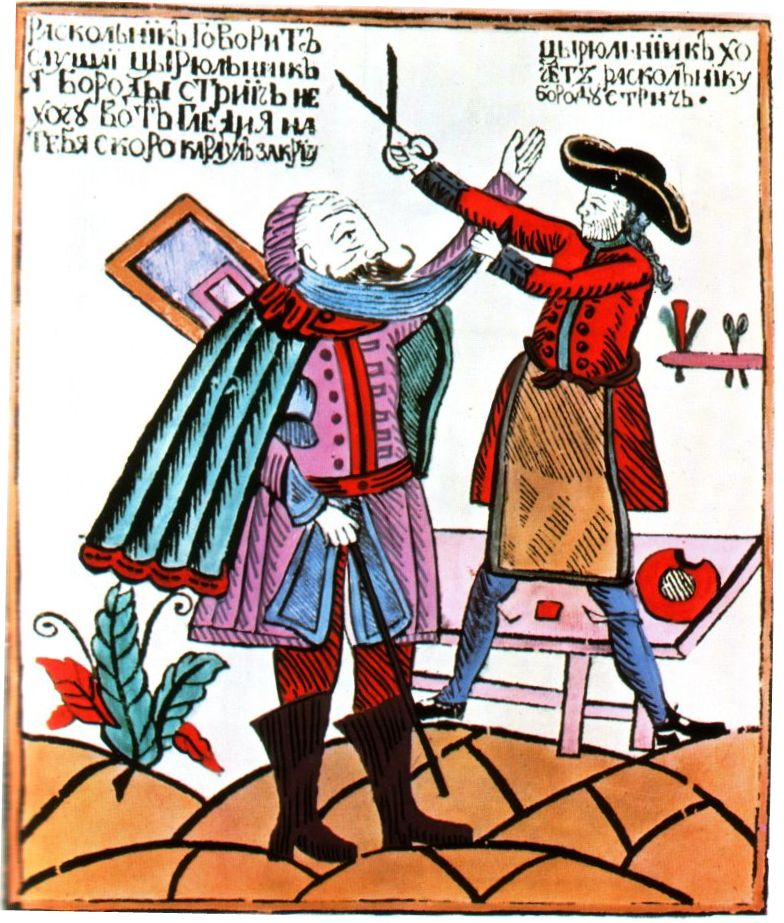
11 septembrie: Caricatură a taxei pe barbă impusă de Țarul Petru cel Mare

- 4 ianuarie: Palatul Whitehall din Londra este distrus de un incendiu.
- 23 ianuarie: George de Hanovra devine elector de Hanovra. Mai târziu va deveni regele George I al Marii Britanii.
- 6 iunie: Revolta streliților împotriva țarului Petru cel Mare. Ei au mers la Moscova cu intenția de a pune pe tron pe regenta Sofia. Revolta a fost înfrântă la 18 iunie.
- 11 septembrie/1 septembrie: Țarul Petru cel Mare dă un ucaz prin care interzice tuturor bărbațiilor să-și lase barbă în afară de slujitorii Bisericii. Cei care vor dori să-și păstreze barba vor fi nevoiți să plătească un bir.
- 12 septembrie: Fondarea oficială a portului Taganrog la Marea Azov de către Țarul Petru cel Mare.
- 7 octombrie: Decizia Sinodului de la Alba Iulia de unire a mitropoliei ortodoxe a Ardealului cu Biserica Romano-Catolică.

### Nedatate
- februarie: Are loc nunta Ilincăi, fiica lui Constantin Brâncoveanu cu Scarlatache, fiul marelui dragoman Alexandru Mavrocordat (frate cu viitorii domnitori Nicolae și Ioan Mavrocordat).
- Capitala Țării Românești este transferată definitiv de la Târgoviște la București.

## Nașteri
- 16 februarie: Pierre Bouguer, matematician, geofizician, geodez și astronom francez (d. 1758)
- 8 mai: Henry Baker, naturalist englez (d. 1774)
- 13 august: Louise Adélaïde de Orléans, a treia fiică a regentului Filip de Orléans al Franței (d. 1743)
- 2 iulie: Francesco al III-lea d'Este, Duce de Modena și Reggio (d. 1780)
- 17 iulie: Pierre Louis Maupertuis, matematician, filosof și intelectual francez (d. 1759)
- 19 iulie: Johann Jakob Bodmer, critic literar și estetician elvețian de limbă germană (d. 1783)
- 21 august: Giuseppe Guarneri del Gesu, lutier italian (d. 1744)
- 14 septembrie: Charles François de Cisternay du Fay, chimist francez (d. 1739)
- 23 octombrie: Ange-Jacques Gabriel, decorator francez, prim arhitect al regelui Ludovic al XV-lea (d. 1782)

## Decese
- 23 ianuarie: Ernest Augustus, Elector de Braunschweig-Lüneburg, 68 ani, tatăl regelui George I al Marii Britanii (n. 1629)
- 4 noiembrie: Rasmus Bartholin, 73 ani, om de știință danez (n. 1625)